# Мирзатай
Мирзата́й (каз. Мырзатай) — село у складі Байзацького району Жамбильської області Казахстану. Адміністративний центр Мирзатайського сільського округу.
Населення — 1790 осіб (2021; 1917 у 2009, 1471 у 1999, 1238 у 1989).